# رشاجی (روستا)
 رشاجی  به عربی ( الرَشاجی )، روستایی است در دهستان وراق از توابع استان اِب در کشور یمن در شبه جزیره عربستان.

## جمعیت
جمعیت آن ( ۷۷) نفر (۹ خانوار) می‌باشد.